# Santa Maria Consolatrice (församling)
Santa Maria Consolatrice är en församling i Roms stift, belägen i quartiere Tiburtino i östra Rom och helgad åt Jungfru Maria. Församlingen upprättades den 21 maj 1945 av kardinalvikarie Francesco Marchetti Selvaggiani genom dekretet Pastoris vigilantis. 

Församlingen förestås av stiftspräster.
Till församlingen Santa Maria Consolatrice hör följande kyrkobyggnader och kapell:
- Santa Maria Consolatrice, Via Casal Bertone 80
- Cappella Istituto Maria Consolatrice, Via Nicola Marselli 1

## Institutioner inom församlingen
- Istituto «Maria Consolatrice»
- Istituto «Maria Consolatrice» (Suore di Maria Santissima Consolatrice (I.M.C.))

## Kommunikationer
Den närmaste tunnelbanestationen är Malatesta